# Laughing Barrel
Laughing Barrel ist ein Jazzalbum von Ron Miles. Die im Juli 2002 in den Immersive Studios, Boulder, Colorado entstandenen Aufnahmen erschienen 2003 auf Sterling Circle Records.

## Hintergrund
Die Idee zu Laughing Barrel, dem Titel des Albums, stammt aus dem Essay „An Extravagance of Laughter“ des afroamerikanischen Autors Ralph Ellison von 1985, in dem er die Politik des afroamerikanischen Lachens untersuchte. Mit einem Witz über „lachende Fässer“ – Fässer, in die Schwarzen aus dem Süden angeblich während Jim Crow lachen mussten – beleuchtet Ellison die zentrale Rolle, die „schwarzes Lachen“ für die Entwicklung der amerikanischen Demokratie hatte. Die unterdrückerischen Bedingungen der weißen Vorherrschaft hätten die unverwechselbaren Klänge, Stile und Tonalitäten des „schwarzen Lachens“ erzeugt, und letzteres werde wiederum von der weißen Gesellschaft als Beweis für die „intrinsische Unterlegenheit des schwarzen Subjekts“ verstanden. Ellison zeige, wie die demokratisierende Kraft des schwarzen Lachens darin bestehe, mit diesem Lachen die weiße Vorherrschaft „über ein Fass“ zu stellen, indem es die Polizeimechanismen, die versuchen, dies zu ersticken, kreativ untergrabe.
Ron Miles nahm das Album mit Brandon Ross (Gitarre), Anthony Cox (Bass) und Rudy Royston am Schlagzeug auf.

## Titelliste
- Ron Miles: Laughing Barrel (Sterling Circle Records SC1219)[3]

1. Parade 6:07
2. New Breed Leader 8:26
3. Psychedelic Black Man 8:08
4. Still Small Voice 4:41
5. Jasus Loves Me 11:41
6. Sunday Best 3:50
7. Fairy Court 9:31

Die Kompositionen stammen von Ron Miles.

## Rezeption
Rick Anderson verlieh dem Album in Allmusic vier Sterne und schrieb, Ron Miles scheine nach seinem Duoalbum Heaven mit Bill Frisell immer noch dieses seltsame Schattenland der amerikanischen Musik zu erkunden. Seine Melodien seien attraktiv, aber nicht immer sofort zugänglich; auf „Parade“ marschiere die Komposition sanft vorwärts, aber „Psychedelic Black Man“ und das treffend betitelte „Still Small Voice“ klängen abstrakter und besinnlicher. „Sunday Best“, das kürzeste Stück des Albums, sei auch am straffsten organisiert und habe ein deutliches Country-Feeling. Alle würden brillant spielen, aber Ross mit seiner scheinbar unerschöpflichen Fülle an klanglichen Tricks und seinem immer geschmackvollen Einsatz sei besonders bemerkenswert.
Nach Ansicht von Dan McClenaghan, der das Album in All About Jazz rezensierte, würde das Album zurückhaltende, lyrische, heitere Klänge bieten, am einprägsamsten seien hier ein paar Songs, die man auf einem Jazzalbum eher nicht vermuten würde wie Hank Williams’ "Your Cheatin' Heart" und Bob Dylans "A Hard Rain's A-Gonna Fall". Wenn man sich diese Songs anhöre, würde man meinen, Ron Miles sei eine sanfte Seele, zentriert, zurückhaltend und konzentriert. Auf Laughing Barrel verfeinere Miles den Sound mit einem Quartett; Lyrik, Gelassenheit, manchmal etwas Hitze und reaktive Spontaneität; Laughing Barrel sei eine perfekte Fortsetzung von Heaven.

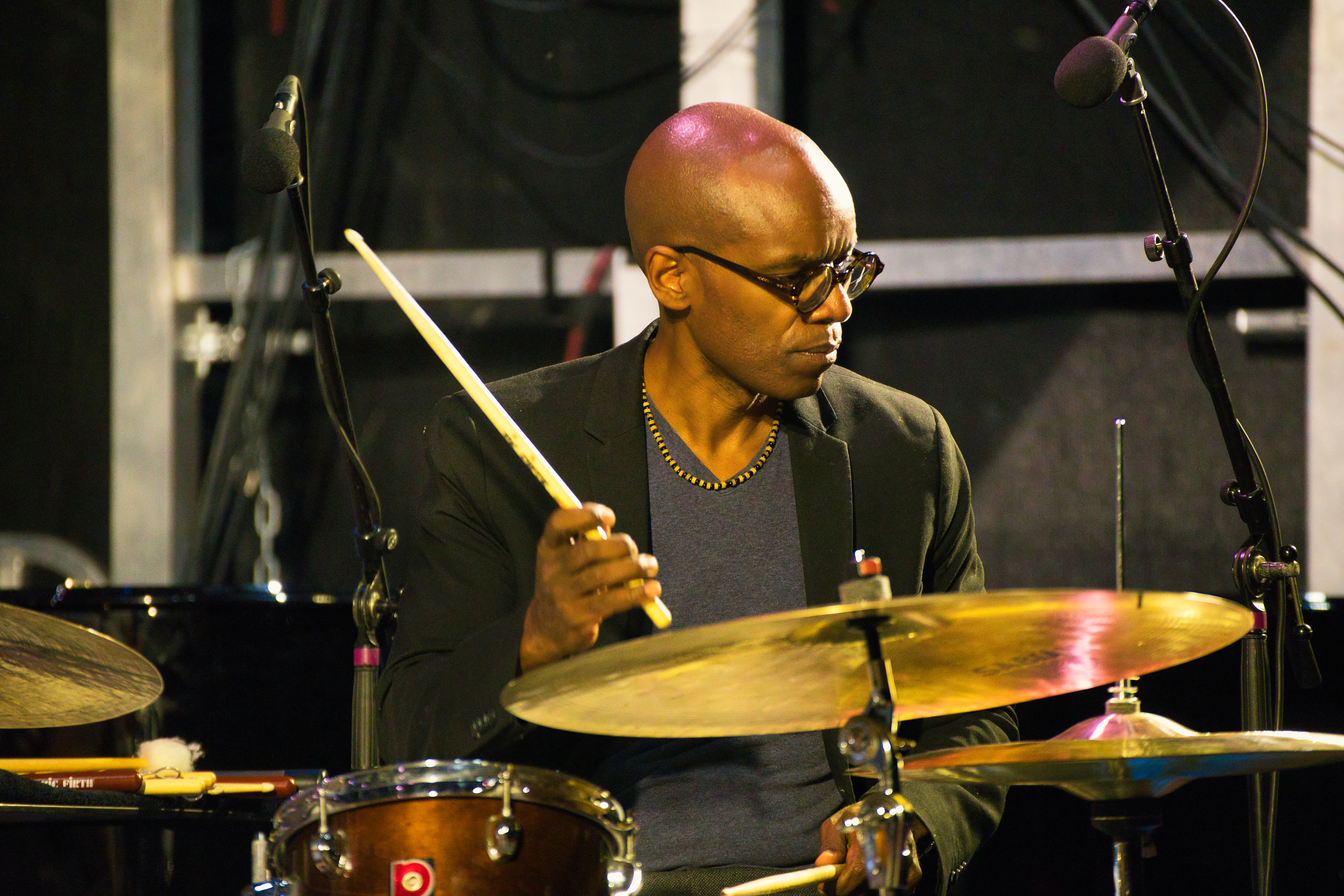
Rudy Royston mit dem Bill Frisell Trio auf dem INNtöne Jazzfestival

Ebenfalls in All About Jazz schrieb Mark Corroto, der Begriff Jazz sei scheinbar schon immer ein urbanes Phänomen, doch der Trompeter Ron Miles, der aus Denver, Colorado stammte, spielte Jazz schon seit geraumer Zeit zu seinen eigenen Bedingungen – und habe dabei seine eigene Sprache geschaffen. Wie bei dem aus Iowa stammenden Charlie Haden oder dem Gitarristen Bill Frisell könne Miles’ Musik auch einen urbanen Sound haben; doch sie fange dort nicht einfach an. Das Quartett-Album folgt auf seine Duo-Session Heaven mit Bill Frisell (2002); wo Heaven eine entspannte Atmosphäre projiziert hätte, nehme dieses Album mehr an Intensität auf. Als Arbeitsquartett des Trompeters hätten diese Spieler den Raum, sich in Miles’ Kompositionen zu entfalten. Miles’ Anspielung auf Post-Bop, „New Breed Leader“, lasse die Band einige klassische Bop-Changes durchführen, und Miles zeige sein bestes, ein an Freddie Hubbard erinnerndes Spiel. Bei „Jesus Loves Me“, einem ausgedehnten Blues, finde der melancholische Ton, mit dem der Track beginnt, seine Auflösung in entschlossenem, muskulären Spiel.
Für einen Trompeter, der die Sprache des reinen Jazz so fließend beherrsche, scheint Ron Miles sich zu den Stellen hingezogen zu fühlen, an denen das Genre in andere Bereiche übergehe, schrieb Aaron Steinberg in JazzTimes. Im Mittelpunkt von Miles’ Musik stehe der überragende Sinn für Melodien und markige Improvisation, die er in jede Melodie einbringe. Hierin teile Ron Miles auch mit Frisell eine allgemeine Vorliebe für reichhaltige, sonnige Musik, die gelegentlich von einer finsteren oder bedrohlichen Geste unterboten werde, etwa wie der Bop auf „New Breed Leader“ schließlich eine bittere Wendung nehme. Von dort aus reiche das warme und geschickt konstruierte Laughing Barrel weit und umfasse Soul-Jazz und Funk („Psychedelic Black Man“), unverdünnte Countrymusik („Sunday Best“) und sogar nuancierten Pop („Parade“) – alles von allem trage den unauslöschlichen Stempel des Trompeters.